# Saint-Bon-Tarentaise
Saint-Bon-Tarentaise – miejscowość i dawna gmina we Francji, w regionie Owernia-Rodan-Alpy, w departamencie Sabaudia. W 2013 roku populacja gminy wynosiła 1964 mieszkańców. Na jej obszarze znajduje się w Parc national de la Vanoise. Nazwa miejscowości pochodzi od imienia św. Boneta. 
W dniu 1 stycznia 2017 roku z połączenia dwóch ówczesnych gmin – La Perrière oraz Saint-Bon-Tarentaise – utworzono nową gminę Courchevel. Siedzibą gminy została miejscowość Saint-Bon-Tarentaise. 